# Go!Cam
Go!Cam – peryferyjna kamera cyfrowa wyprodukowana przez Sony Computer Entertainment przeznaczona dla przenośnej konsoli PlayStation Portable. W Japonii, PSP-300 był wydany jako Chotto Shot (ちょっとショット "Quick Shot") 2 listopada 2006 roku. W tym samym roku była wydana jeszcze tylko w Singapurze. Dla regionu PAL, kamera otrzymała nazwę Go!Cam i została wydana 25 maja 2007 roku. Wersje z niższą rozdzielczością, czyli model o nazwie PSP-450x został wprowadzony w 2009 roku. 12 października 2010 roku, PSP-450x został wydany w Ameryce Północnej w pakiecie z Invizimals, lub od 12 listopada 2010 roku w pakiecie z EyePet. Go!Cam powinien być kupiony i zarejestrowany przed 13 lutego 2011 roku dla klientów którzy chcieli pobrać darmowe oprogramowanie.
Uchwyt na kamerę znajduje się na górze PSP niedaleko portu USB. Kamera może służyć także do fotografowania i nagrywania filmów. Natomiast mikrofon kamery może służyć także jako Talkman.

## PSP-300

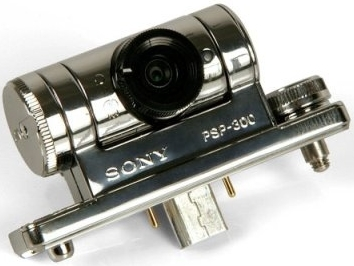
Sony PSP Go!Cam (PSP-300)

PSP-300 jest srebrnym modelem kamery o rozdzielczości 1,3 megapikseli, podobne kamery znajdują się w telefonach komórkowych. Może nagrywać filmy wideo o rozdzielczości 480 × 272 w 30 klatkach na sekundę i robić fotografię w rozdzielczości 1280 × 960. Jednak wymaga oficjalnego oprogramowania w wersji przynajmniej 2.82, lub lepszej.
| PSP-300                  | PSP-300                    |
| Rozdzielczość fotografii | Rozdzielczość filmów video |
| ------------------------ | -------------------------- |
| 320x240 (QVGA)           | 320x240 15fps              |
| 320x240 (QVGA)           | 320x240 30fps              |
| 480x272                  | 480x272 15fps              |
| 480x272                  | 480x272 30fps              |
| 640x480 (VGA)            |                            |
| 1280x960 (SXGA)          |                            |

## PSP-450x

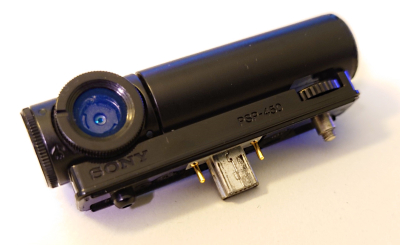
Sony PSP Go!Cam (PSP-450)

12 października 2010 roku, Invizimals został wydany w pakiecie z modelem PSP-450x. Kamera ta posiadała rozdzielczość 0,3 megapikseli i mogła fotografować w maksymalnej rozdzielczości 640 × 480, oraz kręcić filmy w 480 × 272 przy 30 klatkach na sekundę. PSP-450x wymagał oficjalnego oprogramowania w wersji 6.00 lub późniejszej.
| PSP-450x                 | PSP-450x                   |
| Rozdzielczość fotografii | Rozdzielczość filmów wideo |
| ------------------------ | -------------------------- |
| 320x240 (QVGA)           | 320x240 15fps              |
| 320x240 (QVGA)           | 320x240 30fps              |
| 480x272                  | 480x272 15fps              |
| 480x272                  | 480x272 30fps              |
| 640x480 (VGA)            |                            |

## Go!Edit
Go!Cam nie jest wyposażone we własne UMD, użytkownik może pobrać dodatkowe oprogramowanie o nazwie Go!Edit na PlayStation Portable. Jest to program, który umożliwia korzystanie z wielu dodatkowych funkcji kamery. Jednak wymaga on oficjalnego oprogramowania PlayStation Portable w wersji 3.40, lub wyższej. Jest ono dostępne w kilkunastu wersjach językowych m.in.: angielskim, duńskim, niemieckim, hiszpańskim, włoskim, francuskim, fińskim, norweskim, portugalskim, oraz szwedzkim.

## Długość nagrań
Go!Edit umożliwia edycję tylko ostatnich 15 sekund. Jednakże cała długość nagrań zależy od pojemności karty pamięci – Memory Stick. Użytkownik może zmienić także jakość nagrań filmów wideo, np. zmienić ją na niższą, aby móc zapisać na karcie pamięci dłuższy czas nagrań. Używając najlepszej rozdzielczości filmów, czyli 480 × 272 użytkownik może zapisać na 4 GB karty pamięci półtoragodzinny film.